# Palacio Médici Riccardi
El palacio Médici Riccardi se encuentra en Florencia, en la Vía Larga, en la actualidad Vía Cavour 3. Fue construido por Michelozzo di Bartolomeo en el año 1444, por encargo de Cosme de Médici «El viejo».

## Características
De planta renacentista, el edificio está organizado alrededor de un patio, en torno al que se disponen los dormitorios.
La tradición florentina está presente en el patio interior, que es cuadrado, y sobre todo en la utilización del esgrafiado, tomada del gótico, con el que se representan guirnaldas que sirven para unir una serie de tondos. Dispone de dos cuerpos: el inferior tiene una arcada sobre una serie de columnas de orden compuesto, mientras que el cuerpo superior es macizo, con una serie de vanos abiertos. 

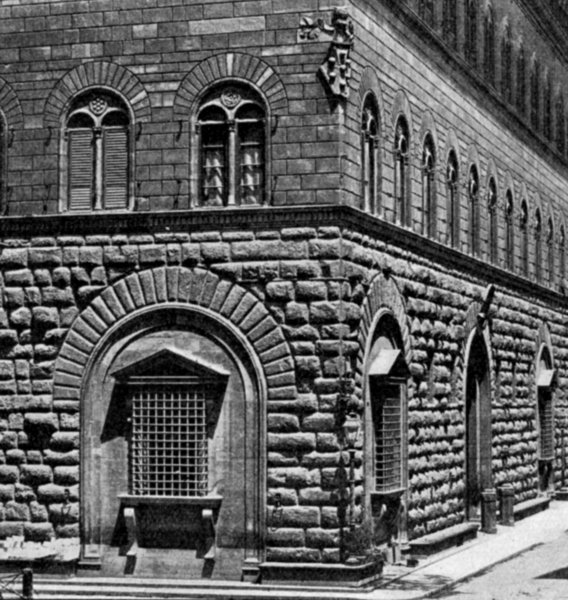
El Palacio Medici Riccardi en 1908.

La fachada está dividida en tres pisos por medio del diferente tratamiento de los aparejos rústicos y el almohadillado de su muro. Hay una gradación de un sillar almohadillado en la parte inferior que evoluciona a un almohadillado mucho más suave y pulido en la parte superior. Cada piso se separa por medio de cornisas voladas.
Sus dovelas muy marcadas alojan vanos bíforos, motivo tomado de la antigüedad clásica.
Los sillares almohadillados se utilizaron como símbolo de riqueza y de poder, ya que eran muy costosos y difíciles de hacer.
El Palacio Médici Riccardi es uno de los más importantes de Florencia, ya que con su imponente mole cúbica, la elegante fachada y el almohadillado gradual de sus sillares, representa el paradigma de la arquitectura civil renacentista y el símbolo de la potencia política de los Medici.
La familia Medici habitó el palacio hasta mediados del 1540, para trasladarse luego al Palacio Vecchio. En 1655 vendieron el edificio a la familia Riccardi, que posteriormente realizó importantes reformas para engrandecerlo.
La remodelación acometida en la segunda década del siglo XVI en una parte del palacio, incluye dos ventanas suplementarias diseñadas por Miguel Ángel. También se cerraron los soportales y se colocó en el patio central la estatua de Orfeo, obra de Baccio Bandinelli. Se amplió la parte posterior del edificio y se encargó a Luca Giordano la construcción de la Galería de los Espejos. 

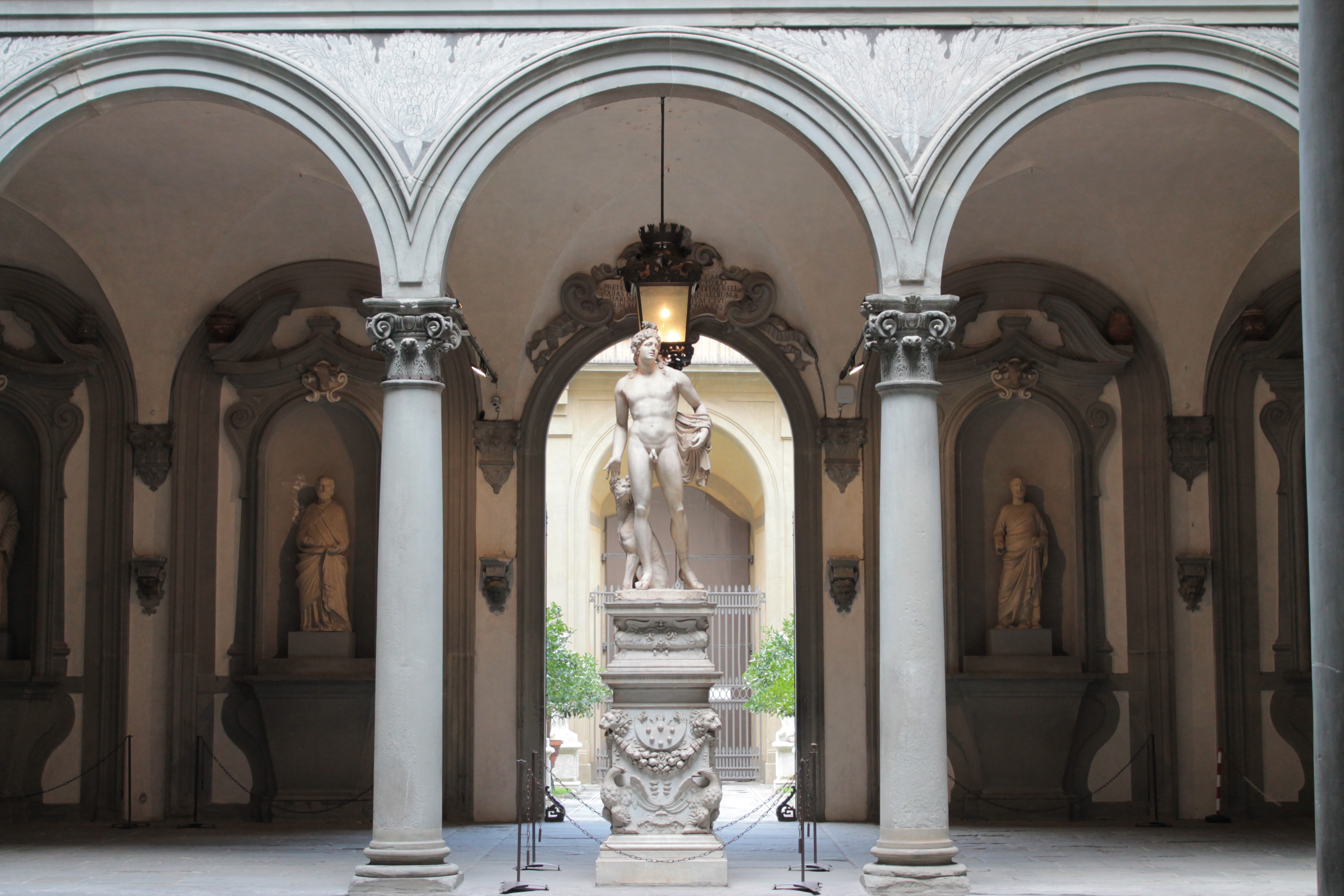
Estatua de Orfeo, obra del escultor y pintor Baccio Bendinelli

Alrededor del 1685 la familia Riccardi encargó la construcción de la escalinata de la entrada y se añadieron siete ventanas distribuidas entre la primera planta y la segunda. Estas remodelaciones no afectaron al diseño original de Michelozzo, ya que se ejecutaron con tal perfección que no perdió el equilibrio en ningún momento.
El edificio sentó las bases del estilo de los palacios toscanos del Renacimiento, y existen ejemplos muy similares como el palacio Rucellai o el palacio Pitti.

## Capilla de los Magos
El palacio alberga la Capilla de los Magos, una estancia decorada con un conocido ciclo de frescos obra de Benozzo Gozzoli, realizados entre 1459 y 1461. 